# Sarindar Dhaliwal
 (mars 2025).
Pour les articles homonymes, voir Dhaliwal.
Sarindar Dhaliwal (née en 1953) est une artiste multimédia, née en Inde, élevée en Angleterre et basée à Toronto.

## Biographie
Dhaliwal est née au Pendjab et a déménagé avec sa famille en Angleterre à l'âge de quatre ans et a grandi à Southall, Londres. À l’âge de quinze ans, elle migre à nouveau avec sa famille au Canada. Elle s’est installée dans une ferme près de Brampton, en Ontario. Trouvant difficile de s’adapter à la vie dans une petite ville, elle a travaillé pour économiser afin de pouvoir retourner à Londres, où elle est restée un an.
Elle a obtenu un baccalauréat en beaux-arts à l'Université de Falmouth, en Cornouailles, en Angleterre (1978), puis est retournée au Canada où elle vit toujours. Elle a obtenu une maîtrise de l'Université York, à Toronto, en 2003. Par la suite, elle a obtenu un doctorat en études culturelles de l'Université Queen's à Kingston, en Ontario.

## Œuvres
Le travail de Dhaliwal centre la narration et explore les questions d’identité culturelle. Dhaliwal travaille dans différentes techniques incluant l’installation, la gravure, le collage, la peinture et la projection vidéo. Une grande partie du travail de Dhaliwal traite de la mémoire, en particulier de ses souvenirs d’enfance. L'art de Dhaliwal raconte l'histoire de sa vie en tant que citoyenne du monde en explorant intelligemment les relations complexes entre la mémoire et le lieu, la langue et la couleur, le sport et le rituel, la famille et la société, et les histoires du colonialisme et de la migration en se concentrant sur le racisme, les conflits et l'identité. Par conséquent, l’art de Dhaliwal est à la fois personnel et universel, défiant toute tentative de catégorisation.
Le livre the green fairy storybook (2010) est influencé par l'amour de Dhaliwal pour la couleur qu'elle a développé dans son enfance en lisant des histoires sur les fées dans des livres colorés à la bibliothèque. Southall : Childplay (impression chromira, 2009) recouvre un mur entier avec les crayons de la propre collection de Dhaliwal avec lesquels elle jouait. Dans When I grow up I want to be a namer of paint colors (technique mixte sur papier millimétré, 2010), Dhaliwal donne des noms aux couleurs : framboise écrasée, été indien, kaki brûlé. L'amour de Dhaliwal pour la couleur est également évident dans les couleurs éclatantes de 28 ambassador cars (impression chromira, 2010) qui représentent les voitures colorées circulant autour d'un îlot de texte.
C’est l’expérience personnelle du racisme vécue par Dhaliwal qui a nourri son amour de la couleur. Pour elle, toutes les couleurs sont égales. Corner Flags and Corner Shops (installation technique mixte, 2013) représente un incident raciste sur un terrain de football. Dhaliwal peint des papillons multicolores sur du papier blanc, afin d'illustrer le fait que les couleurs sont naturelles et que le racisme ne fait pas partie de la nature.
L'œuvre vidéo de Dhaliwal , "Olive, almond et mustard" (2010), dépeint ses souvenirs d'enfance lorsqu'elle grandissait en Grande-Bretagne et que sa mère lavait ses longs cheveux noirs avec du yaourt blanc, puis les huilait et les tressait. Cette oeuvre oscille entre l'Inde et la Grande-Bretagne en intégrant des comptines, de la musique de films de Bollywood, des chansons pop anglaises et des nouvelles de la BBC Radio décrivant son enfance en tant qu'immigrante en Grande-Bretagne.
The cartographer's mistaker: the Radcliffe line (impression chromira, 2012) représente grâce à l'utilisation de fleurs de soucis la partition du sous-continent indien. Les soucis sont traditionnellement un symbole de bienvenue, mais ici, ils mettent feu au pays. En 1947, Cyril Radcliffe fut accusé d'avoir divisé le sous-continent en deux pays sur la base de la religion : l'Inde et le Pakistan. Même aujourd’hui, les gens continuent d’écrire et de parler du cauchemar de la partition.

## Expositions
Les œuvres de Dhaliwal sont exposées partout au Canada depuis les années 1980. Dhaliwal a exposé ses œuvres dans de nombreuses  galeries publiques canadiennes, notamment la Edmonton Art Gallery et l' Agnes Etherington Art Centre, en Ontario. On retrouve son travail dans la base de données du Centre d'art contemporain canadien. L'exposition Record Keeping a été en tournée en Grande-Bretagne en 2004. L'exposition a été présenté à la John Hansard Gallery (Southampton), à la Oriel Mostyn Gallery (Pays de Galles) et à la Canada House Gallery (Londres). Ses œuvres font partie de collections telles que la Banque d’œuvres d’art du Conseil des arts du Canada et la Galerie Walter Phillips du Centre des arts de Banff.
Les expositions individuelles les plus récentes de Dhaliwal ont eu lieu en 2013 à la A Space Gallery, un espace dirigé par des artistes à Toronto  et à la Surrey Art Gallery à Surrey, en Colombie-Britannique, à la Galerie Deste à Montréal (2010) et à la Robert Langen Art Gallery à Waterloo (2012). En 2011, elle a participé à des expositions à Stony Plain, en Alberta, à la Art Gallery of Greater Victoria and the Reach, à Abbotsford, en Colombie-Britannique, et à la Vadehra Art Gallery à Delhi, en Inde. Sarindar Dhaliwal a été la lauréate en 2012 de la résidence internationale du Conseil des Arts du Canada à Artspace, Sydney, Australie.
En novembre 2016, le travail de Dhaliwal a été présenté dans le cadre de l'exposition Yonder de la Koffler Art Gallery . Cette exposition traitait d'oeuvres entourant l’expérience des immigrants canadiens.
En 2023, le travail de Dhaliwal a été le sujet d'une rétrospective solo: When I grow up I want to be a namer of paint colours au Musée des beaux-arts de l'Ontario.

### Liste d'expositions individuelles
- 1983 – Images de Saint-Pierre et Michelon, Le Centre Français, Kingston, Ontario
- 1984 – Des fruits et des triangles, Le Chambre Blanche, Québec, Québec
- 1985 – Recent Works, Bibliothèque publique de Kingston, Kingston (Ontario)
- 1987 – Galerie du Collège St. Lawrence, Kingston (Ontario)
- 1989 – Musée et centre des arts du Laurentian University Museum, Sudbury, Ontario
- 1989 – Art Noise, Kingston, Ontario
- 2004–2005 – Record Keeping, organisée et diffusée par l'Organisation des arts visuels et l'Agnes Etherington Art Centre, en tournée à la John Hansard Gallery, Southampton, Royaume-Uni, à la Oriel Mostyn Gallery (maintenant MOSTYN ), Llandudno, Pays de Galles, à la Canada House Gallery, Londres, Royaume-Uni, et à l'Agnes Etherington Art Centre, Kingston, Ontario[10]
- 2012 – the cartographer's mistake: Hockey Fields and Marigold Maps, Galerie d'art Robert Langen, Waterloo, Ontario[11]
- 2013 – the cartographer's mistake: Southall and other places, A Space Gallery, Toronto, Ontario[12]
- 2013 – Sarindar Dhaliwal : Narratives from the Beyond, Surrey Art Gallery, Surrey, Colombie-Britannique[13]
- 2015–2016 - The Radcliffe Line and Other Geographies, organisée et mise en circulation par le Rodman Hall Art Centre/Université Brock[14], également en tournée au Reach Gallery Museum, Abbotsford, Colombie-Britannique, Canada[15], et à la Robert McLaughlin Gallery, Oshawa, Ontario, Canada[16].
- 2023 – When I grow up I want to be a namer of paint, Musée des beaux-arts de l'Ontario, Toronto (Ontario)

### Liste des expositions collectives sélectionnées
- 1985 – Artforms, Galerie Kitchener-Waterloo, Kitchener (Ontario)
- 1985 – Centre des arts Rodnam Hall, St. Catharines (Ontario)
- 1985 – A Change in the Weather, Galerie KAAI, Kingston, Ontario (exposition en duo)
- 2011-2012 – Collected Resonance: Shelly Bhal, Sarindar Dhaliwal, Farheen HaQ , Art Gallery of Greater Victoria, Victoria, Colombie-Britannique[17]
- 2015 – Traversive Territories : Sarindar Dhaliwal, Soheila Esfahani, Colette Urban, Varley Art Gallery, Markham, Ontario[18]
- 2016 – Yonder, Galerie Koffler, Toronto[19]
- 2018 – India Contemporary Photographic and New Media Art, Biennale FotoFest 2018 (Asia Society Texas Center, Houston, Texas)[20]
- 2018–2019 – Vision Exchange: Perspectives from India to Canada, organisée et diffusée par le Musée des beaux-arts du Canada et l'Art Gallery of Alberta, et présentée également au Musée d'art de l'Université de Toronto et à la Winnipeg Art Gallery[21]

## Récompenses
- 1983 – Aprons (installation), parc MacDonald, Kingston (Ontario)
- 1983 – Ministry of Culture Artist in the Community Award
- 1982, 1984 – Conseil des arts de l'Ontario, Programme Artistes dans les écoles
- 1983–1986 – Conseil des arts de l'Ontario, Subvention d'aide matérielle
- 1987 – Conseil des arts du Canada, Bourse d'exploration[22]